# لیگ
لیگ (به آلمانی: Lieg) یک شهر در آلمان است که در کوخم-تسل واقع شده‌است. لیگ ۴۲۳ نفر جمعیت دارد.